# Кароліно-Бугазька сільська рада
Каролі́но-Буга́зька сільська́ ра́да — орган місцевого самоврядування Кароліно-Бугазької сільської громади в Білгород-Дністровському районі Одеської області. Кароліно-Бугазька сільська рада утворена в 1991 році.

## Історія

### Рада як адміністративно-територіальна одиниця
До 2020 року існувала  як адміністративно-територіальна одиниця Овідіопольського району, якій був підпорядкований один населений пункт — с. Кароліно-Бугаз.  Площа ради як адміністративно-територіальної одиниці складала 15,221 км². Населення ради — 2 241 особа (станом на 2001 рік) Водоймища на території, підпорядкованій даній раді: Чорне море, Дністровський лиман.
Відповідно до розпорядження КМУ № 623-р від 27 травня 2020 року «Про затвердження перспективного плану формування територій громад Одеської області» Кароліно-Бугазька сільська рада стала законодавчим органом однойменної громади.

## Склад ради
Рада складається з 26 депутатів та голови.
- Голова ради: Апанасенко Андрій Володимирович

### Керівний склад попередніх скликань
| Прізвище, ім'я, по батькові | Основні відомості                                                         | Дата обрання | Дата звільнення |
| --------------------------- | ------------------------------------------------------------------------- | ------------ | --------------- |
| Печенін Анатолій Андрійович | Сільський голова, 1942 року народження, освіта вища, безпартійний         | 26.03.2006   | 31.10.2010      |
| Печенін Анатолій Андрійович | Сільський голова, 1942 року народження, освіта вища, член Партії регіонів | 31.10.2010   | 25.10.2020      |

Примітка: таблиця складена за даними сайту Верховної Ради України

### Депутати
За результатами місцевих виборів 2010 року депутатами ради стали:

#### За суб'єктами висування
| Суб'єкт висування      | Кількість обраних депутатів | %    |
| ---------------------- | --------------------------- | ---- |
| Самовисування          | 12                          | 66,7 |
| Партія регіонів        | 5                           | 27,8 |
| Партія Зелених України | 1                           | 5,6  |

#### За округами
| № округу               | Прізвище, ім'я, по батькові   | Дата визнання обраним | Освіта             | Партійна приналежність | Відомості про обраного депутата                              |
| ---------------------- | ----------------------------- | --------------------- | ------------------ | ---------------------- | ------------------------------------------------------------ |
| Партія Зелених України |                               |                       |                    |                        |                                                              |
| 7                      | Ткаченко Тетяна Василівна     | 14.11.2010            | середня            | позапартійна           | Кароліно-Бугазька загальноосвітня школа, технічний працівник |
| Партія регіонів        |                               |                       |                    |                        |                                                              |
| 2                      | Алексеєнко Олена Йосипівна    | 03.11.2010            | середня спеціальна | позапартійна           | пенсіонер                                                    |
| 3                      | Гордієнко Віктор Іванович     | 03.11.2010            | вища               | член Партії регіонів   | приватний підприємець                                        |
| 5                      | Григорян Ванік Володимирович  | 03.11.2010            | середня            | позапартійний          | комунальне підприємство «Бугаз», директор                    |
| 11                     | Гоменюк Діна Миколаївна       | 03.11.2010            | середня спеціальна | член Партії регіонів   | комунальне підприємство «Бугаз», бухгалтер                   |
| 12                     | Рогачевська Людмила Андріївна | 03.11.2010            | вища               | позапартійна           | К-Бугазька загальноосвітня школа, вчитель                    |
| Самовисування          |                               |                       |                    |                        |                                                              |
| 1                      | Байда Олег Васильович         | 03.11.2010            | середня спеціальна | позапартійний          | тимчасово не працює                                          |
| 4                      | Осадча Валентина Анатоліївна  | 03.11.2010            | середня спеціальна | позапартійна           | соціальний робітник                                          |
| 6                      | Халявка Андрій Олександрович  | 03.11.2010            | вища               | позапартійний          | приватний підприємець                                        |
| 8                      | Стоянова Тетяна Сергіївна     | 03.11.2010            | середня спеціальна | позапартійна           | К-Бугазька школа-інтернат, бухгалтер                         |
| 9                      | Цупаленко Галина Петрівна     | 03.11.2010            | вища               | позапартійна           | КП «Бугаз», виконроб                                         |
| 10                     | Дроздова Лідія Іванівна       | 14.11.2010            | середня            | позапартійна           | «Укрпошта», начальник відділення зв'язку                     |
| 13                     | Глущенко Тетяна Степанівна    | 25.05.2014            | середня спеціальна | позапартійна           | Кароліно-Бугазька амбулаторія, медична сестра                |
| 14                     | Доломанжи Олександр Ілліч     | 03.11.2010            | вища               | член Партії регіонів   | тимчасово не працює                                          |
| 15                     | Мартоян Самвел Міаснікович    | 03.11.2010            | вища               | позапартійний          | приватний підприємець                                        |
| 16                     | Узюмов Сергій Борисович       | 03.11.2010            | середня спеціальна | позапартійний          | ТОВ «Таїрово», директор                                      |
| 17                     | Незгода Анатолій Павлович     | 03.11.2010            | вища               | позапартійний          | тимчасово не працює                                          |
| 18                     | Нестерова Раїса Мефодіївна    | 03.11.2010            | середня спеціальна | позапартійна           | приватний підприємець                                        |